# Ona a On (seriál)
Ona a On je český komediální televizní seriál, premiérově vysílaný v letech 2013–2015 na TV Barrandov, kdy ve dvou řadách vzniklo 72 dílů. Jedná se o licencovanou verzi kanadského seriálu Un gars, une fille. V hlavních rolích se představili Kateřina Brožová a Marek Vašut, kteří byli pro druhou polovinu první řady doplněni druhou dvojicí, kterou tvořili Sandra Pogodová a David Suchařípa.

## Příběh
Seriál se zaměřuje na manželskou dvojici Ireny a Karla, jejich vzájemnou komunikaci a každodenní problémy. Přidají se k nim jejich přátelé Tereza a Dan, kteří se právě vzali.

## Obsazení
- Kateřina Brožová jako Irena
- Marek Vašut jako Karel
- Sandra Pogodová jako Tereza (1. řada)
- David Suchařípa jako Dan (1. řada)